# كلايف بالمر (عازف بانجو)
كلايف بالمر (بالإنجليزية: Clive Palmer)‏ هو عازف بانجو بريطاني، ولد في 13 مايو 1943 في إدمونتون ‏ في المملكة المتحدة، وتوفي في 23 نوفمبر 2014 في بينزانس في المملكة المتحدة.

## وصلات خارجية
- كليف بالمر على موقع ميوزك برينز (الإنجليزية)
- كليف بالمر على موقع أول ميوزيك (الإنجليزية)
- كليف بالمر على موقع ديسكوغز (الإنجليزية)